# Rugby-League-Weltmeisterschaft 2008/Gruppe C
Die Gruppe C der Rugby-League-Weltmeisterschaft 2008 umfasste Irland, Samoa und Tonga. Die Gruppenspiele fanden zwischen dem 27. Oktober und dem 5. November statt.

## Tabelle
|    | Land   | Spiele | Siege | Unent. | Ndlg. | Spiel- punkte | Diff. | Tabellen- punkte |
| -- | ------ | ------ | ----- | ------ | ----- | ------------- | ----- | ---------------- |
| 1. | Irland | 2      | 1     | 0      | 1     | 54:38         | + 16  | 2                |
| 2. | Tonga  | 2      | 1     | 0      | 1     | 34:40         | - 6   | 2                |
| 3. | Samoa  | 2      | 1     | 0      | 1     | 36:46         | - 10  | 2                |

## Spiele

### Tonga - Irland
| 27. Oktober 18:55 | Tonga | 22 : 20         | Irland                                                                                      | Parramatta Stadium, Sydney Zuschauer: 6.165 Schiedsrichter: Steve Ganson |
| 27. Oktober 18:55 | Versuche: Jennings 10. erh. Vuna 36. n.erh. Uaisele 59. erh. Tonga 74. n.erh. Erhöhungen: Taufa'ao (2/3) Williams (1/1) | (12:10) Bericht | Versuche: Blanch 26. n.erh., 51. n.erh., 67. erh. Platt 30. erh. Erhöhungen: Richards (2/4) | Parramatta Stadium, Sydney Zuschauer: 6.165 Schiedsrichter: Steve Ganson |

| 1                  | Fetuli Talanoa    |
| 2                  | Cooper Vuna       |
| 3                  | Michael Jennings  |
| 4                  | Etuate Uaisele    |
| 5                  | Esikeli Tonga     |
| 6                  | Feleti Mateo      |
| 7                  | Joel Taufa'ao     |
| 8                  | Antonio Kaufusi   |
| 9                  | Tevita Leo-Latu   |
| 14                 | Manase Manuokafoa |
| 11                 | Lopini Paea       |
| 12                 | Richard Fa'aoso   |
| 13                 | Willie Manu       |
| Auswechselspieler: |                   |
| 15                 | Sam Moa           |
| 16                 | Epalahame Lauaki  |
| 17                 | Kim Uasi          |
| 20                 | Tony Williams     |

| 1                  | Michael Platt    |
| 2                  | Damien Blanch    |
| 3                  | Sean Gleeson     |
| 4                  | Stuart Littler   |
| 5                  | Pat Richards     |
| 6                  | Scott Grix       |
| 7                  | Karl Fitzpatrick |
| 8                  | Eamon O’Carroll  |
| 9                  | Bob Beswick      |
| 10                 | Ryan Tandy       |
| 11                 | Ben Harrison     |
| 12                 | Lee Doran        |
| 13                 | Simon Finnigan   |
| Auswechselspieler: |                  |
| 14                 | Mike McIlorum    |
| 15                 | Liam Finn        |
| 16                 | Gareth Haggerty  |
| 17                 | Mick Cassidy     |

### Samoa - Tonga
| 31. Oktober 18:55 | Samoa                                                           | 20 : 12         | Tonga                                                   | Penrith Stadium, Sydney Zuschauer: 11.787 Schiedsrichter: Shayne Hayne |
| 31. Oktober 18:55 | Versuche: Carmont, Meli, Utai, Vagana Erhöhungen: Roberts (2/4) | (14:12) Bericht | Versuche: Jennings, Leo-Latu Erhöhungen: Williams (2/2) | Penrith Stadium, Sydney Zuschauer: 11.787 Schiedsrichter: Shayne Hayne |

| 1                  | Smith Samau     |
| 2                  | Matt Utai       |
| 3                  | Willie Talau    |
| 4                  | George Carmont  |
| 5                  | Francis Meli    |
| 6                  | Nigel Vagana    |
| 7                  | Ben Roberts     |
| 8                  | Kylie Leuluai   |
| 9                  | Terence Seu Seu |
| 10                 | Tony Puletua    |
| 11                 | Lagi Setu       |
| 12                 | David Solomona  |
| 13                 | Harrison Hansen |
| Auswechselspieler: |                 |
| 14                 | Frank Puletua   |
| 15                 | Ali Lauiti'iti  |
| 16                 | Joseph Paulo    |
| 17                 | Albert Talipeau |

| 3                  | Michael Jennings  |
| 2                  | Cooper Vuna       |
| 1                  | Fetuli Talanoa    |
| 4                  | Etuate Uaisele    |
| 5                  | Esikeli Tonga     |
| 6                  | Feleti Mateo      |
| 9                  | Tevita Leo-Latu   |
| 8                  | Antonio Kaufusi   |
| 13                 | Willie Manu       |
| 10                 | Awen Guttenbeil   |
| 11                 | Lopini Paea       |
| 12                 | Richard Fa'aoso   |
| 20                 | Tony Williams     |
| Auswechselspieler: |                   |
| 14                 | Manase Manuokafoa |
| 15                 | Epalahame Lauaki  |
| 16                 | Sam Moa           |
| 17                 | Eddie Paea        |

### Irland - Samoa
| 5. November 17:25 | Irland                                                                     | 34 : 16         | Samoa                                                           | Parramatta Stadium, Sydney Zuschauer: 8.602 Schiedsrichter: Thierry Alibert |
| 5. November 17:25 | Versuche: Richards (3), Finn, Finnigan, Gleeson Erhöhungen: Richards (5/6) | (16:12) Bericht | Versuche: Solomona, Taulapapa, Vagana Erhöhungen: Roberts (2/3) | Parramatta Stadium, Sydney Zuschauer: 8.602 Schiedsrichter: Thierry Alibert |

| 1                  | Michael Platt    |
| 2                  | Damien Blanch    |
| 3                  | Sean Gleeson     |
| 4                  | Stuart Littler   |
| 5                  | Pat Richards     |
| 6                  | Scott Grix       |
| 7                  | Liam Finn        |
| 8                  | Eamon O’Carroll  |
| 9                  | Bob Beswick      |
| 10                 | Gareth Haggerty  |
| 11                 | Ben Harrison     |
| 12                 | Lee Doran        |
| 13                 | Simon Finnigan   |
| Auswechselspieler: |                  |
| 14                 | Mike McIlorum    |
| 15                 | Karl Fitzpatrick |
| 16                 | Wayne Kerr       |
| 17                 | Ryan Tandy       |

| 1                  | Smith Samau     |
| 2                  | Matt Utai       |
| 3                  | Willie Talau    |
| 4                  | George Carmont  |
| 5                  | Francis Meli    |
| 6                  | Nigel Vagana    |
| 7                  | Ben Roberts     |
| 8                  | Wayne McDade    |
| 9                  | Terence Seu Seu |
| 10                 | Tony Puletua    |
| 11                 | Lagi Setu       |
| 15                 | Ali Lauti'iti   |
| 13                 | Harrison Hansen |
| Auswechselspieler: |                 |
| 14                 | David Solomona  |
| 15                 | Frank Puletua   |
| 16                 | Joseph Paulo    |
| 17                 | Misi Taulapapa  |